# Groupe Centrale
Groupe des Écoles Centrales is een federatie van technische universiteiten in Frankrijk, die is gespecialiseerd in ingenieur onderwijs en onderzoek in de technologische en exacte wetenschappen, met ongeveer 6000 studenten, 800 PhD-studenten, 5 campussen :
- École Centrale de Lille opgericht in 1854,
- École Centrale de Lyon opgericht in 1857,
- École Centrale de Marseille opgericht in 1890,
- École Centrale de Nantes opgericht in 1919,
- École Centrale Paris opgericht in 1829.